# Santo Spirito Blues
Santo Spirito Blues è il ventunesimo album in studio del cantautore e musicista britannico Chris Rea, pubblicato nel 2011.

## Tracce
1. Dancing My Blues Away – 4:13
2. Rock and Roll Tonight – 3:42
3. Never Tie Me Down – 4:35
4. The Chance of Love – 4:15
5. The Last Open Road – 4:20
6. Electric Guitar – 4:21
7. Money – 6:47
8. The Way She Moves – 5:55
9. Dance with Me All Night Long – 6:03
10. Think Like a Woman – 4:19
11. You Got Lucky – 3:55
12. Lose My Heart in You – 4:55
13. I Will Go On – 3:00